# NGC 40
NGC 40 ist ein planetarischer Nebel im Sternbild Kepheus am Nordsternhimmel. Da der Nebel wegen seiner seitlichen Gasausbrüche an eine Krawatten-Fliege erinnert, wird er im Englischen auch Bow-Tie-Nebula genannt.
Der Zentralstern, der seine äußere Hülle abgestoßen hat, weist eine Temperatur von 50.000 Grad Celsius auf und besitzt in etwa die Größe der Erde. Es handelt sich um einen Weißen Zwerg mit seiner typischen hohen Dichte; trotz des geringen Durchmessers besitzt er etwa 0,7 Sonnenmassen. Die ihn umgebenden Gase haben eine Temperatur von 10.000 Grad Celsius. Das Alter von NGC 40 wird auf rund 4.500 Jahre geschätzt, wobei sich seine Gaswolken immer noch mit etwa 29 km/s ausdehnen. 

## Visuelle Beobachtung
NGC 40 ist bereits in einem mittleren Amateurteleskop mit ca. 8" gut zu erkennen. Während der helle Zentralstern im Okular eines 14-Zöllers sofort auffällt, wird man über den Glanz der Gaswolke um ihn herum eher etwas enttäuscht sein, denn diese leuchtet in einem Spektralbereich, für den unsere Augen weniger empfindlich sind. So bekommt man einen zarten, farblosen und leicht strukturierten "Rauchring" zwar recht deutlich, aber eben (etwa im Vergleich zu M57) nicht hell leuchtend zu sehen.

## Entdeckung
Der planetarische Nebel NGC 40 wurde am 25. November 1788 vom deutsch-britischen Astronomen Friedrich Wilhelm Herschel entdeckt.